# FAM3A
FAM3A (англ. Family with sequence similarity 3 member A) – білок, який кодується однойменним геном, розташованим у людей на довгому плечі X-хромосоми. Довжина поліпептидного ланцюга білка становить 230 амінокислот, а молекулярна маса — 25 152.
| 10         |  | 20         |  | 30         |  | 40         |  | 50         |
| ---------- |  | ---------- |  | ---------- |  | ---------- |  | ---------- |
| MRLAGPLRIV |  | VLVVSVGVTW |  | IVVSILLGGP |  | GSGFPRIQQL |  | FTSPESSVTA |
| APRARKYKCG |  | LPQPCPEEHL |  | AFRVVSGAAN |  | VIGPKICLED |  | KMLMSSVKDN |
| VGRGLNIALV |  | NGVSGELIEA |  | RAFDMWAGDV |  | NDLLKFIRPL |  | HEGTLVFVAS |
| YDDPATKMNE |  | ETRKLFSELG |  | SRNAKELAFR |  | DSWVFVGAKG |  | VQNKSPFEQH |
| VKNSKHSNKY |  | EGWPEALEME |  | GCIPRRSTAS |  |            |  |            |

A: Аланін

C: Цистеїн

D: Аспарагінова кислота

E: Глутамінова кислота

F: Фенілаланін

G: Гліцин

H: Гістидин

I: Ізолейцин

K: Лізин

L: Лейцин

M: Метіонін

N: Аспарагін

P: Пролін

Q: Глутамін

R: Аргінін

S: Серин

T: Треонін

V: Валін

W: Триптофан

Задіяний у такому біологічному процесі, як альтернативний сплайсинг. 
Секретований назовні.